# Psychodrame humaniste de Moreno
 (avril 2023).
Jacob Levy Moreno considérait que l'action, la mise en action, avec toutes ses composantes verbales, non verbales et interactionnelles, était la route royale menant à la psyché. Il en développa une méthode, élaborée et sécurisée, pour explorer et mettre en mouvement cette psyché.

## Les fondements de la méthode
En psychodrame classique, l'être humain est conçu comme étant un « être relationnel, dont la spontanéité et la créativité sont les piliers qui lui permettent d'actualiser ses interactions et les rôles intériorisés qu'il utilise». 

### Une vision humaniste de l'interaction
Jacob Levy Moreno développe, dans les années 1930, alors que la psychanalyse est déjà en plein essor, une vision quasi à la source de la psychothérapie humaniste, dans laquelle on trouve les prémices de ce que plus tard, dans d'autres approches de psychologie, Carl Rogers et Abraham Maslow appelleront la tendance innée à l'auto-actualisation de l'être humain. Dr Moreno, proche de Martin Buber met l'accent sur la relation et sur la Rencontre recherchée. En choisissant la mise en action de l'univers intérieur du patient, il opte clairement pour s'adresser à la globalité de son être-en-devenir, cher à l'approche humaniste.

### Le développement de la personnalité et des rôles
Bischof, en 1964, affirme que la théorie Morennienne est une théorie d'interaction biosociale. En effet, l'enfant, dès son plus jeune âge agit, interagit: il sourit, pleure, il crie, montre du doigt, et cherche ainsi à entrer en relation. Selon les données internes et externes (son environnement), ses interactions se développent et prennent forme. Cette élaboration inconsciente-consciente de toute une gamme de réponses que le nourrisson, l'enfant puis l'adulte produit, donne lieu à l'émergence de rôles qui vont s'ajuster, se modifier avec l'âge. Moreno définit les rôles, non pas comme au théâtre, mais bel et bien comme une forme construite de et par notre vie et nos interactions: la "forme fonctionnelle dans laquelle l'individu réagit à un certain moment, à une certaine situation, à laquelle d'autres personnes ou objets participent" (Moreno, 1961). 

### La santé
Pour Moreno, il y a deux piliers, fondamentaux et reliés, de la santé: la spontanéité et la créativité. C'est grâce à eux que la personne se vit en accord avec elle-même et les divers rôles qu'elle a développés. C'est grâce à la spontanéité et à la créativité que l'ajustement à la réalité (interne et externe) est le moins difficile. Si les réponses que l'être humain donne aux stimuli (internes et externes) se répètent systématiquement, se bloquent, voire se figent, sa santé  en est affectée et les troubles (voire la pathologie) naissent et se développent. 

### La fonction de base du psychodrame classique
La psychothérapie humaniste par le psychodrame, que propose Moreno, est réactualisation de la relation à soi, aux autres, au monde : elle a comme fonction essentiellement de dénouer certaines situations (passées, présentes ou anticipées du futur), en les mettant en scène, et les traversant, afin de "défiger" certains de nos rôles, c'est-à-dire d'y réintroduire de la spontanéité et de la créativité. En ce sens, le "working through" (littéralement: travail à travers"), cette traversée thérapeutique en profondeur, basée sur un dialogue intérieur/extérieur mis en mouvement, est un élément essentiel de soin et d'implémentation de nouvelles bases vers le changement désiré..

## La méthode en pratique
Le psychodrame classique, humaniste est à l'origine une psychothérapie des relations qui s'effectue en groupe: un, voire deux psychodramatistes formés et expérimentés, et un groupe de participants. Le groupe se réunit, selon les cadres posés: par exemple un groupe de 4-8 personnes se réunira 2h chaque semaine, un groupe de 8-10 participants 3h30 deux fois par mois, etc. En séances individuelles, le psychodramatiste et son client/patient se retrouvent une fois par semaine (le plus souvent 45–50 minutes). Le groupe étant 'absent', le patient utilise des coussins, des chaises, des figurines ou des objets divers pour représenter les diverses personnes ou les divers aspects significatifs de la situation qu'il aborde.

### Un temps-Un lieu
Quelle que soit la situation représentée, qu'elle soit issue du passé, du présent, ou qu'elle relève de l'imaginaire ou de l'anticipation du futur, elle est mise en action dans l'Ici et maintenant. Plutôt que de raconter : "J'ai dit à ma femme que je n'étais pas d'accord", le patient est encouragé à jouer ici et maintenant la scène et dire à sa femme (représentée par un autre membre du groupe ou un objet, une chaise vide..): "Je ne suis pas d'accord".

### Deux espaces
Pour faciliter le passage clair entre le "dire" et le "vivre", entre le "parler de" et la mise en action, deux espaces sont systématiquement présents dans une séance: un lieu de parole avec le thérapeute, et un lieu appelé "scène" où se joue l'univers interne/externe du protagoniste (le patient).

### Trois, voire quatre phases du psychodrame
Un psychodrame classique comporte trois phases : 

#### l'Échauffement
Durant l'échauffement, chacun des membres du groupe se recentre, laisse venir ce qui lui est important et à travers  un exercice, une expérience brève proposée par le psychodramatiste, va entrer peu à peu dans le thème à aborder et va mettre les bases émotionnelles, sensorielles, comportementales et parfois cognitives de la situation qui va être représentée. En groupe, c'est de l'échauffement qu'émerge ou est choisie la personne qui va mettre en action une situation significative de sa vie. Cette personne est appelée le protagoniste.

#### l'Action
Accompagné par le psychodramatiste et le groupe, le protagoniste étant déterminé, il choisit la situation qu'il désire dénouer et met en place les divers éléments qui la composent (1. le lieu et les objets: la salle à manger, la cuisine, les fenêtres, les portes, fauteuils, etc. et 2, les personnes présentes: son épouse, ses enfants ou son chef, ou son ami...). Il va imaginer l'espace jusqu'à y être (très peu d'accessoires sont en général utilisés). Il va choisir des membres du groupe (en séances individuelles: des figurines, des chaises, etc.) pour représenter les personnes significatives de la situation. Et le dialogue commence ici et maintenant "comme si" c'était réel. Peu à peu, et par l'utilisation que fait le psychodramatiste des techniques du psychodrame (voir plus loin), le dialogue devient réel. Par association de sensations et d'idées, cette scène va déboucher sur une scène antérieure, jusque parfois une scène de la petite enfance. Cette spirale thérapeutique, et le "working through" qu'elle permet, facilite qu'en fin de l'Action, revenant petit à petit à la scène première, le changement désiré s'opère.

#### le Partage
C'est là un moment éminemment important. Le protagoniste s'est dévoilé, s'est montré dans son intimité la plus profonde, et l'Action terminée se retrouve un peu décontenancé, fragilisé par son ouverture, dans le groupe, sur le lieu de parole, Le partage est ce moment où chaque membre du groupe exprime  ce qui a résonné de sa propre vie dans le travail du protagoniste. Chacun-e partage avec le protagoniste des sensations, des émotions, des situations personnelles similaires, alors que les circonstances étaient souvent fondamentalement différentes. Le lien d'humanité à humanité s'ancre. Il est essentiel qu'aucune interprétation ne soit faite,  et le psychodramatiste s'en porte garant. Le trajet effectué dans l'Action se suffit.

#### le Processing
Une quatrième phase est ajoutée en formation, particulièrement lorsqu'un étudiant a dirigé un psychodrame avec comme protagoniste un collègue, membre du groupe: le processing. Il s'agit là d'un moment d'apprentissage, centré sur le psychodramatiste (et non plus le protagoniste), dans lequel s'effectue une analyse de divers processus.
- - la relation entretenue entre le psychodramatiste, le protagoniste et le groupe
  - l'utilisation de la méthode et de ses techniques
  - les aspects théorico-cliniques

### Quatre rôles du psychodramatiste
En psychodrame humaniste, le psychodramatiste est un compagnon de route formé et expérimenté dans la méthode. Il facilite le processus par son acceptation inconditionnelle de l'être qu'il accompagne et du groupe, son écoute attentive, et son expression éminemment respectueuse des divers cadres de références présentés. Il a quatre rôles principaux :

#### le Psychothérapeute
De par sa fonction de psychothérapeute, le psychodramatiste a soin de vérifier les indications, pour le protagoniste et chaque membre du groupe, du psychodrame et de certaines techniques utilisées au cours de la séance, en fonction du diagnostic et des processus complexes mis en mouvement. Il prend soin aussi des résonance, et parfois des identifications, qui émergent, car elles sont loin d'être anodines.

#### l'Animateur de groupe
Tout au long de l'action, le psychodramatiste, tout en accompagnant précautionneusement le protagoniste, accorde une attention bienveillante à ce qui se passe pour chaque membre du groupe. Le psychodramatiste crée un climat où chacun peut aussi contribuer, se proposer pour représenter tel ou tel élément (le réveille-matin, l'arbre devant la fenêtre, etc.)

#### le Producteur
Le psychodramatiste facilite la mise en scène de la situation, la mise en place du "décor" symbolique et le dialogue entre les diverses personnes sur scène. Certains membres du groupe n'étant pas sur scène, il s'organise pour que l'audience voit bien ce qui se passe et assiste à un réel moment de vie du protagoniste.  

#### l'Analyste de situation
Le psychodramatiste, tout en gardant en tête l'objectif que le protagoniste a choisi d'avoir, reste attentif et à la globalité et aux détails de chaque moment représenté. Il entend ce que le protagoniste souligne ou évite, il relève le mot choisi, l'impuissance parfois rencontrée, les émotions exprimées ou non, les apparentes contradictions ou incohérences présentes...

### Cinq instruments
- le Pychodramatiste: est un professionnel formé et expérimenté en psychothérapie humaniste par le psychodrame.
- le Protagoniste: membre du groupe dont la situation significative est mise en action et donne lieu à un psychodrame.
- les moi-auxiliaires: les membres du groupes, qui, comme une prolongation de la représentation du moi du protagoniste, vont incarner divers rôles dans le psychodrame
- l'audience: les membres du groupe qui assistent au psychodrame et qui à tout moment peuvent être sollicités ou se proposer pour un rôle
- la scène: ce lieu où se déroulent l'Échauffement et l'Action et où tout est possible en sécurité.

### Plus de cent techniques
Dans son livre sur le psychodrame (édité par Payot: Rivages en 2003), Anne Ancelin Schützenberger en présente plus d'une centaine. 
Les plus classiques sont le renversement de rôles, le double, le miroir et l'aparté, ainsi que l'arrêt sur image, la chaise vide, le double multiple, la projection dans le futur, le rôle training, la sculpture humaine, le soliloque, le surplus de réalité, etc.